# تراترامارینا
تراترامارینا (به لاتین: Tratramarina) یک منطقهٔ مسکونی در ماداگاسکار است که در آلائوترا-مانگورو واقع شده‌است. تراترامارینا ۴٬۷۳۹ نفر جمعیت دارد و ۸۰۰ متر بالاتر از سطح دریا واقع شده‌است.